# サンヒター
サンヒター（梵: Saṃhitā、ヒンディー語：संहिता）とは、
1. ヴェーダにおける認識の用語。リシ（認識の主体、見者）・デーヴァター（認識の過程、神々）・チャンダス（認識の客体、韻律）の3つが1つになった状態。
2. ヴェーダ文献において「本集」のこと。本項で詳述。

サンヒターとは、ヴェーダの元々の本体部分のこと。これに付属するブラーフマナ、アーラニヤカ、ウパニシャッドといった注釈・解説、思想哲学部分と区別するために、この呼び名が用いられている。本集とも訳される。

## 種類
- 『リグ・ヴェーダ』
- 『サーマ・ヴェーダ』
- 『ヤジュル・ヴェーダ』
  - 『黒ヤジュル・ヴェーダ』
  - 『白ヤジュル・ヴェーダ』
- 『アタルヴァ・ヴェーダ』